# غلين جاكسون
غلين جاكسون (بالإنجليزية: Glenn Jackson)‏ هو ناشر أمريكي، ولد في 27 أبريل 1902، وتوفي في 20 يونيو 1980.